# Tour d'Espagne 2022
Le Tour d'Espagne 2022 (en espagnol : Vuelta a España 2022) est la 77e édition de cette course cycliste masculine sur route. Le départ est donné le 19 août à Utrecht aux Pays-Bas, et l'arrivée a lieu le 11 septembre à Madrid. Il s'agit du troisième et dernier grand tour de la saison et de la 26e manche de l'UCI World Tour 2022. 
La course est remportée par le jeune Belge (âgé de 22 ans) Remco Evenepoel de l'équipe Quick-Step Alpha Vinyl. Il s'impose avec 2 minutes et 2 secondes d'avance sur l'Espagnol Enric Mas et 4 minutes et 57 secondes sur le jeune Espagnol Juan Ayuso (19 ans). Evenepoel a pris le maillot rouge à l'issue de la sixième étape sans plus jamais le céder soit en portant la tunique de leader pendant quinze étapes. Il remporte aussi le maillot blanc du classement du meilleur jeune ainsi que deux étapes dont le contre-la-montre individuel.
Depuis le Tour d'Espagne 1977 et Freddy Maertens, aucun coureur belge n'avait plus remporté la Vuelta et, depuis le Tour d'Italie 1978 et Johan De Muynck, plus aucun Belge n'avait gagné l'un des trois grands tours.
Dans les autres classements de la course, le Danois Mads Pedersen (Trek-Segafredo) remporte le classement par points, grâce entre autres à ses trois succès d'étapes au sprint. L'Équatorien Richard Carapaz (Ineos Grenadiers) gagne le classement de la montagne et trois étapes. UAE Emirates s'adjuge le classement par équipes et l'Espagnol Marc Soler (UAE Emirates) remporte le prix de la combativité.

## Présentation

### Parcours
Après le Tour d'Italie et ses trois premières étapes courues en Hongrie et le Tour de France exportant ses trois premiers journées au Danemark, le Tour d'Espagne 2022 débute aussi à l'étranger dans le même schéma que les deux autres grands tours en commençant un vendredi et en ne courant pas le lundi suivant pour cause de transfert. C'est la quatrième fois de son histoire que le Tour d'Espagne s'élance depuis l'étranger. Comme initialement prévues pour la Vuelta 2020 mais non réalisées à cause de la pandémie de Covid-19, les trois premières étapes se courent aux Pays-Bas. Sous la forme d'un contre-la-montre par équipes lors de la première étape à Utrecht puis de deux étapes de plaine avec arrivées de nouveau à Utrecht puis à Bréda, en passant brièvement par la Belgique, à Baerle-Duc.
Après la première journée de repos servant à rallier l'Espagne, la Vuelta entame son périple hispanique au Pays basque et reste dans le nord de l'Espagne pour six étapes. Les 4e et 5e étapes sont deux étapes de moyenne montagne dont les arrivées se situent en bas d'une descente, à Laguardia puis, le lendemain, à Bilbao. Elles sont suivies par la première arrivée au sommet de ce tour lors de la 6e étape jugée au Pico Jano, en Cantabrie, après une montée de 12,6 km avec une pente moyenne de 6,55 %. La 7e étape présente un dernier tiers globalement en descente jusqu'à la petite ville de Cistierna située au nord de la Castille-et-León. Les 8e et 9e étapes arpentent les routes d'Asturies avec, à chaque fois, une arrivée au sommet d'un col de première catégorie : le Colláu Fancuaya, inédit sur la Vuelta et, le lendemain, Nava à Les Praeres.
Le lundi 29 août, les coureurs bénéficient d'une journée de repos mise à profit pour traverser l'Espagne et rejoindre la mer Méditerranée et la Costa Blanca où, le lendemain, la 10e étape se court en contre-la-montre entre Elche et Alicante sur une distance de 30,9 km. Après une 11e étape plate ralliant le cabo de Gata, l'étape suivante arpente la Costa del Sol sans difficulté majeure avant de s'élever pour les 19 derniers kilomètres à la sortie d'Estepona. La 13e étape sans grand relief pénètre au cœur de l'Andalousie et se termine à Montilla. Le lendemain, l'étape prend de la hauteur dans son final en escaladant la Sierra de la Pandera au sommet de laquelle se situe la ligne d'arrivée. La 15e étape se termine par la longue montée (19,3 km) vers l'Alto Hoya de la Mora.
La troisième journée de repos se passe à Jerez de la Frontera. Le 6 septembre, les coureurs reprennent en douceur avec une étape de plaine et une arrivée à proximité de Séville. La 17e étape est vallonnée et devrait faire la part belle aux attaquants. Elle quitte l'Andalousie pour l'Estrémadure et se termine par un col de deuxième catégorie. La 18e étape est l'avant-dernière possibilité pour les grimpeurs de se mettre en évidence avec une arrivée au sommet de l'Alto de Piornal après deux ascensions par deux faces différentes de ce col de première catégorie. Après une étape de moyenne montagne autour de Talavera de la Reina, la 20e étape va fixer définitivement les positions du classement général avec une dernière arrivée au sommet au Puerto de Navacerrada, La dernière étape rejoint Madrid le 11 septembre où les sprinteurs reçoivent une ultime chance de victoire.
En résumé, la Vuelta 2022 se compose de six étapes de plaine, deux étapes plates avec arrivée en altitude, onze étapes de moyenne et haute montagne, un contre-la-montre par équipes et un contre-la-montre individuel.

### Équipes
En tant que course World Tour, les 18 équipes World Tour participent automatiquement à la course. 5 équipes Pro Teams sont aussi présentes.
| WorldTeams (18)- AG2R Citroën Team - Astana Qazaqstan Team - Bahrain Victorious - Bora-Hansgrohe - Cofidis - EF Education-EasyPost - Groupama-FDJ - Ineos Grenadiers - Intermarché-Wanty-Gobert Matériaux - Israel-Premier Tech - Jumbo-Visma - Lotto-Soudal - Movistar Team - Quick-Step Alpha Vinyl - BikeExchange-Jayco - Team DSM - Trek-Segafredo - UAE Team Emirates ProTeams (5)- Alpecin-Deceuninck - Arkéa-Samsic - Burgos-BH - Equipo Kern Pharma - Euskaltel-Euskadi |
| |

### Favoris et principaux coureurs présents
En l'absence des deux premiers classés du Tour de France, Jonas Vingegaard et Tadej Pogačar, les candidats à la victoire finale de la Vuelta 2022 sont nombreux. La veille du départ, Nairo Quintana annonce qu'il renonce à prendre part à la course à la suite de sa disqualification du Tour de France pour usage de tramadol, un produit interdit pour les cyclistes.
Lauréat des trois dernières éditions, le Slovène Primož Roglič (Jumbo Visma) fait évidemment office de favori mais le fait est de savoir s'il est revenu au maximum de sa condition en raison de problèmes de dos qui l'avaient contraint d'abandonner un mois plus tôt sur le Tour de France. Vainqueur du Tour d'Italie en mai, l'Australien Jai Hindley (Bora-Hansgrohe) a ses chances pour réaliser le doublé Giro-Vuelta. Le Portugais João Almeida, leader de l'équipe UAE Emirates, est aussi cité parmi les favoris au même titre que l'Espagnol Enric Mas (Movistar), deuxième de la Vuelta 2021 et que l'Australien Jack Haig, troisième de cette même Vuelta 2021. Les espoirs de la solide équipe Ineos-Grenadiers reposent principalement sur l'Équatorien Richard Carapaz. 
Parmi les autres favoris ou outsiders, on peut aussi citer les Espagnols Alejandro Valverde (Movistar), Juan Pedro López (Trek Segafredo), Carlos Rodríguez (Ineos-Grenadiers), Mikel Landa et Pello Bilbao (Bahrain Victorious), les Colombiens Miguel Ángel López (Astana) et Sergio Higuita (Bora Hansgrohe), le Britannique Simon Yates (BikeExchange), vainqueur de la Vuelta 2018, l'Italien Vincenzo Nibali (Astana), le Belge Remco Evenepoel (Quick-Step Alpha Vinyl), l'Américain Sepp Kuss (Jumbo Visma), le Néerlandais Wilco Kelderman (Bora-Hansgrohe) ainsi que le Sud-Africain Louis Meintjes (Intermarché Wanty Gobert).

### Primes
La course attribue les prix suivants. Tous les montants sont en euros
| Position                     | Position                    | 1er     | 2e     | 3e     | 4e     | 5e     | 6e    | 7e    | 8e    | 9e    | 10e-20e | Total     | Total     |
| Classement général           | Classement final            | 150 000 | 57 985 | 30 000 | 15 000 | 12 500 | 9 000 | 9 000 | 6 000 | 6 000 | 3 800   | 337 285   | 347 785   |
| Classement général           | Leader                      | 500     |        |        |        |        |       |       |       |       |         | 10 500    | 347 785   |
| Par étape                    | Par étape                   | 11 000  | 5 500  | 2 700  | 1 500  | 1 100  | 900   | 900   | 650   | 650   | 360     | 28 860    | 28 860    |
| Classement par points        | Sprints intermédiaires (19) | 550     | 180    | 95     |        |        |       |       |       |       |         | 15 675    | 35 675    |
| Classement par points        | Leader                      | 100     |        |        |        |        |       |       |       |       |         | 2 000     | 35 675    |
| Classement par points        | Classement final            | 11 000  | 5 000  | 2 000  |        |        |       |       |       |       |         | 18 000    | 35 675    |
| Classement de la montagne    | Cima Alberto Fernandez      | 1 000   | 520    |        |        |        |       |       |       |       |         | 1 520     | 52 080    |
| Classement de la montagne    | Col Hors catégorie (2)      | 920     | 615    |        |        |        |       |       |       |       |         | 3 070     | 52 080    |
| Classement de la montagne    | 1re catégorie (16)          | 460     | 310    |        |        |        |       |       |       |       |         | 12 320    | 52 080    |
| Classement de la montagne    | 2e catégorie (14)           | 230     | 155    |        |        |        |       |       |       |       |         | 5 390     | 52 080    |
| Classement de la montagne    | 3e catégorie (24)           | 115     | 80     |        |        |        |       |       |       |       |         | 4 680     | 52 080    |
| Classement de la montagne    | Leader                      | 100     |        |        |        |        |       |       |       |       |         | 2 000     | 52 080    |
| Classement de la montagne    | Classement final            | 13 000  | 6 600  | 3 500  |        |        |       |       |       |       |         | 23 100    | 52 080    |
| Classement du meilleur jeune | Leader                      | 70      |        |        |        |        |       |       |       |       |         | 1 400     | 19 400    |
| Classement du meilleur jeune | Classement final            | 11 000  | 5 000  | 2 000  |        |        |       |       |       |       |         | 18 000    | 19 400    |
| Classement par équipe        | Par étape                   | 400     | 200    | 100    |        |        |       |       |       |       |         | 14 700    | 52 000    |
| Classement par équipe        | Classement final            | 12 500  | 7 500  | 5 500  | 4 300  | 3 200  | 2 200 | 1 100 | 1 100 |       |         | 37 300    | 52 000    |
| Combativité                  | Par étape                   | 200     |        |        |        |        |       |       |       |       |         | 4 000     | 7 000     |
| Combativité                  | Vuelta                      | 3 000   |        |        |        |        |       |       |       |       |         | 3 000     | 7 000     |
| Total                        | Total                       | Total   | Total  | Total  | Total  | Total  | Total | Total | Total | Total | Total   | 1 120 000 | 1 120 000 |

## Déroulement de la course

### Première semaine
Les trois premières étapes disputées aux Pays-Bas peuvent se résumer à deux constatations principales : d'une part, l'équipe Jumbo-Visma domine le contre-la-montre par équipe et offre le premier maillot rouge à son « vieux serviteur » local Robert Gesink et, d'autre part, le meilleur sprinteur du peloton est à ce moment Sam Bennett (Bora Hansgrohe), vainqueur des deux sprints massifs d'Utrecht et de Bréda. Forte de l'avance constituée lors de l'étape initiale, l'équipe Jumbo-Visma conserve le maillot rouge qui passe successivement sur les épaules de Mike Teunissen puis d'Edoardo Affini.
Après une journée de transfert et le rapatriement de la Vuelta sur le sol espagnol au Pays basque, la quatrième étape confirme la domination Jumbo-Visma par la victoire de Primož Roglič emmenant la plupart des favoris derrière lui au sommet de la petite montée de Laguardia. Le Slovène s'empare du maillot de leader. Après quatre étapes, il est le quatrième porteur différent du maillot rouge appartenant à la même équipe. Toutefois, le lendemain, l'équipe Jumbo-Visma laisse une importante échappée se développer et aller jusqu'au bout avec un écart de plus de cinq minutes. À Bilbao, Roglič cède le maillot rouge à Rudy Molard (Groupama FDJ) arrivé quatrième derrière Marc Soler (UAE Emirates), le vainqueur du jour.
La sixième étape est la première étape de haute montagne avec arrivée au sommet. Elle voit la prise de pouvoir de Remco Evenepoel (Quick-Step Alpha Vinyl). À 8 km du sommet, le jeune Belge lâche au train ses principaux adversaires à l'exception d'Enric Mas (Movistar), termine deuxième derrière Jay Vine (Alpecin), parti à l'attaque plus tôt, et s'empare du maillot rouge. Jesús Herrada (Cofidis), membre de l'échappée du jour, remporte la septième étape à Cistierna sans modifier les premières places du classement général. Lors de l'étape suivante, Jay Vine, déjà vainqueur deux jours plus tôt, fait partie des échappés. L'Australien gagne sa seconde étape au Colláu Fancuaya en résistant au retour d'Evenepoel, Mas et Roglič arrivés ensemble. Le lendemain, pour la cinquième étape consécutive, un membre d'une échappée remporte la victoire. En effet, Louis Meintjes (Intermarché Wanty Gobert) gagne la neuvième étape au sommet de la courte mais très pentue arrivée à Les Praeres où Evenepoel distance de nouveau ses adversaires et consolide sa place de leader du classement général.

### Deuxième semaine

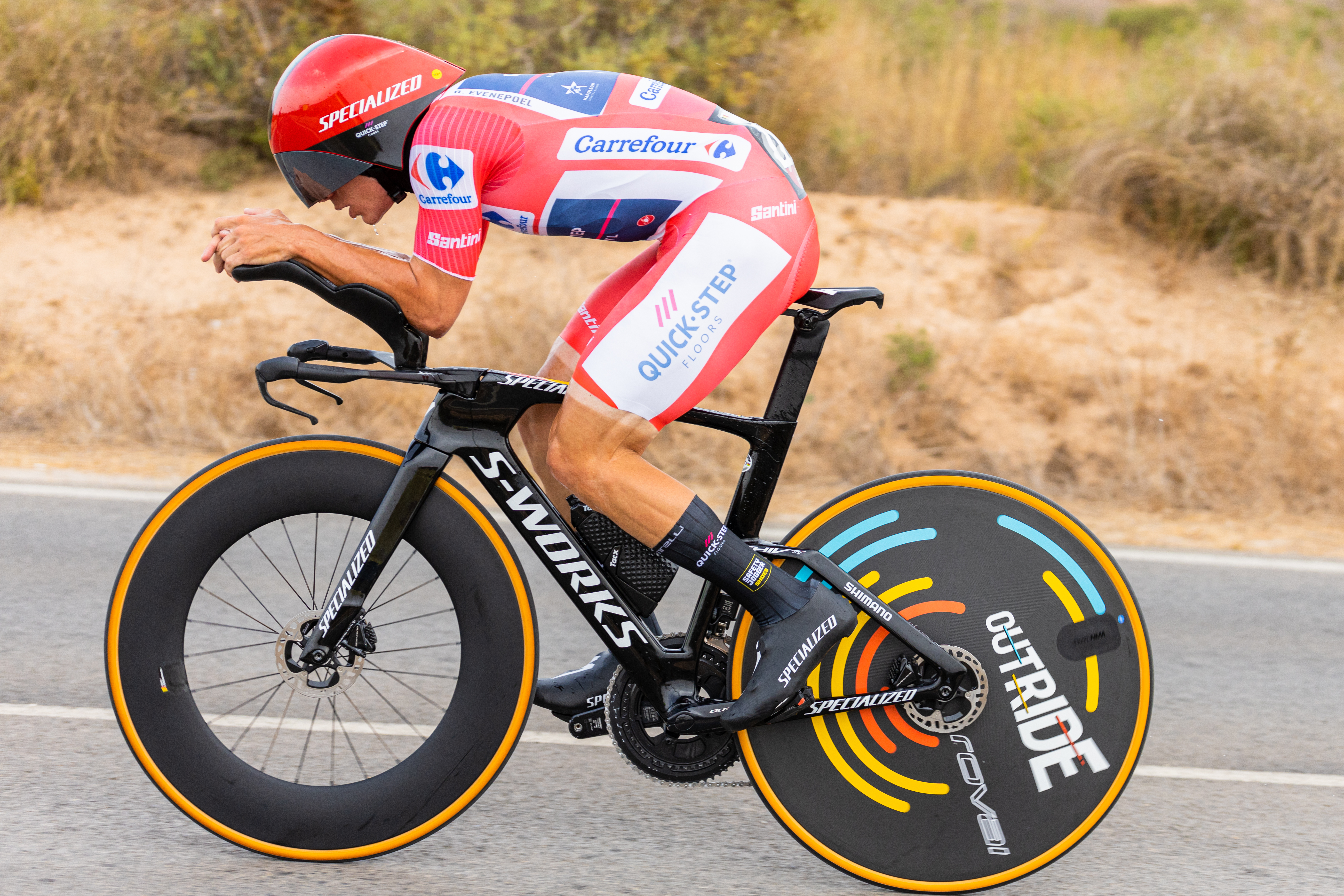
Remco Evenepoel vainqueur lors de la 10e étape.

La deuxième semaine débute par une journée de repos le lundi 29 août qui permet aux coureurs et à la caravane de rejoindre Elche. Cette deuxième partie de la Vuelta 2022 se compose d'une étape courue sous la forme d'un contre-la-montre, de deux étapes relativement plates et de trois étapes avec arrivées au sommet. La dixième étape contre-la-montre confirme la forme du maillot rouge Remco Evenepoel qui renvoie tous ses adversaires à plus d'une minute, exception faite pour Primož Roglič qui tente de limiter les dégâts en arrivant 48 secondes après le Belge. Le lendemain, l'arrivée au cabo de Gata se joue au sprint remporté par Kaden Groves (BikeExchange) devant Danny van Poppel (Bora-Hansgrohe). On note les abandons principalement de Simon Yates et Pavel Sivakov, positifs au Covid-19, ainsi que du champion du monde Julian Alaphilippe à la suite d’une chute. La douzième étape voit la victoire en solitaire aux Peñas Blancas de Richard Carapaz, l'un des membres de l'importante échappée (32 coureurs) qui a fait une bonne partie de l'étape en tête. Les principaux favoris du classement général arrivent ensemble à plus de sept minutes de l'Équatorien. Comme deux jours plus tôt, la treizième étape voit le peloton se présenter pour la victoire. L'étape est facilement remportée au sprint par le maillot vert Mads Pedersen qui signe une première victoire sur la Vuelta. La quatorzième étape  est remportée par le vainqueur de l'avant-veille Richard Carapaz, seul rescapé de l'échappée du jour. Parmi les favoris, le maillot rouge Remco Evenepoel ne peut suivre plusieurs de ses adversaires à 4 km du sommet et concède une cinquantaine de secondes à son dauphin Primož Roglič qui opère ainsi un rapprochement significatif au classement général. C'est encore un membre d'une échappée qui s'impose lors de l'étape reine de ce Tour d'Espagne, au sommet de l'Alto Hoya de la Mora dans la sierra Nevada. Thymen Arensman est le seul des 29 échappés du début de l'étape à résister au retour des favoris. Evenepoel perd un peu de terrain sur Roglič (15 secondes) et Enric Mas (36 secondes) mais le jeune belge conserve son maillot rouge avec une minute et 34 secondes d'avance sur le Slovène.

### Troisième semaine
La seizième étape se termine à Tomares par un important fait de course. Dans un groupe de cinq coureurs ayant pris une petite avance sur le peloton, Primož Roglič chute lourdement après être entré en contact avec Fred Wright à une centaine de mètres de la ligne d'arrivée. C'est le maillot vert Mads Pedersen qui remporte la victoire. Souffrant de ses blessures, le Slovène sera non partant le lendemain où l'échappée de treize coureurs n'est pas rejointe et la victoire revient à Rigoberto Urán au sommet de la montée finale vers le monastère de Tentudia. Lors de la dix-huitième étape, Robert Gesink, dernier rescapé de l'importante échappée du jour, est repris en vue de l'arrivée au sommet de l'Alto de Piornal par Enric Mas et le maillot rouge Remco Evenepoel qui accélère et remporte une seconde victoire. À Talavera de la Reina, Mads Pedersen remporte une troisième victoire au sprint après une dix-neuvième étape tranquille. La vingtième étape est la dernière étape de haute montagne et considérée comme décisive pour la victoire finale. Elle est remportée par Richard Carapaz, unique rescapé des différentes échappées de la journée, signant un triplé sur ce Tour d'Espagne. Les trois premiers du classement général arrivent ensemble, figeant en principe le podium de la Vuelta 2022. La dernière étape se termine dans le centre de Madrid par un sprint massif remporté par Sebastián Molano (UAE Emirates). Cette troisième semaine a surtout vu le jeune maillot rouge Evenepoel contrôler ses adversaires directs d'une manière ferme et efficace.

## Étapes
| Étape     | Date               | Villes étapes                                 |                              | Distance (km)         | Vainqueur d’étape     | Leader du classement général |
| --------- | ------------------ | --------------------------------------------- | ---------------------------- | --------------------- | --------------------- | ---------------------------- |
| 1re étape | ven. 19 août       | Utrecht – Utrecht                             | Contre-la-montre par équipes | 23,3                  | Jumbo-Visma           | Robert Gesink                |
| 2e étape  | sam. 20 août       | Bois-le-Duc – Utrecht                         | Étape de plaine              | 175,1                 | Sam Bennett           | Mike Teunissen               |
| 3e étape  | dim. 21 août       | Bréda – Bréda                                 | Étape de plaine              | 193,5                 | Sam Bennett           | Edoardo Affini               |
|           | lun. 22 août       |                                               |                              | Transfert             | Transfert             | Transfert                    |
| 4e étape  | mar. 23 août       | Vitoria-Gasteiz – Laguardia - Guardia         | Étape accidentée             | 153,5                 | Primož Roglič         | Primož Roglič                |
| 5e étape  | mer. 24 août       | Irun – Bilbao                                 | Étape accidentée             | 187,2                 | Marc Soler            | Rudy Molard                  |
| 6e étape  | jeu. 25 août       | Bilbao – Pico Jano (es)                       | Étape de montagne            | 181,2                 | Jay Vine              | Remco Evenepoel              |
| 7e étape  | ven. 26 août       | Camargo – Cistierna                           | Étape accidentée             | 190                   | Jesús Herrada         | Remco Evenepoel              |
| 8e étape  | sam. 27 août       | La Pola Llaviana (es) – Yernes y Tameza       | Étape de montagne            | 153,4                 | Jay Vine              | Remco Evenepoel              |
| 9e étape  | dim. 28 août       | Villaviciosa – Las Praderas (es)              | Étape de montagne            | 171,4                 | Louis Meintjes        | Remco Evenepoel              |
|           | lun. 29 août       |                                               | Jour de repos                | Journée de repos no 1 | Journée de repos no 1 | Journée de repos no 1        |
| 10e étape | mar. 30 août       | Elche – Alicante                              | Contre-la-montre individuel  | 30,9                  | Remco Evenepoel       | Remco Evenepoel              |
| 11e étape | mer. 31 août       | ElPozo (es) – San Miguel de Cabo de Gata (es) | Étape de plaine              | 191,2                 | Kaden Groves          | Remco Evenepoel              |
| 12e étape | jeu. 1er septembre | Salobreña – Peñas Blancas                     | Étape de montagne            | 192,7                 | Richard Carapaz       | Remco Evenepoel              |
| 13e étape | ven. 2 septembre   | Ronda – Montilla                              | Étape de plaine              | 168,4                 | Mads Pedersen         | Remco Evenepoel              |
| 14e étape | sam. 3 septembre   | Montoro – Sierra de la Pandera                | Étape de montagne            | 160,3                 | Richard Carapaz       | Remco Evenepoel              |
| 15e étape | dim. 4 septembre   | Martos – Sierra Nevada                        | Étape de montagne            | 149,6                 | Thymen Arensman       | Remco Evenepoel              |
|           | lun. 5 septembre   |                                               | Jour de repos                | Journée de repos no 2 | Journée de repos no 2 | Journée de repos no 2        |
| 16e étape | mar. 6 septembre   | Sanlúcar de Barrameda – Tomares               | Étape de plaine              | 189,4                 | Mads Pedersen         | Remco Evenepoel              |
| 17e étape | mer. 7 septembre   | Aracena – Monastère de Tentudía (es)          | Étape accidentée             | 162,3                 | Rigoberto Urán        | Remco Evenepoel              |
| 18e étape | jeu. 8 septembre   | Trujillo – Piornal                            | Étape de montagne            | 192                   | Remco Evenepoel       | Remco Evenepoel              |
| 19e étape | ven. 9 septembre   | Talavera de la Reina – Talavera de la Reina   | Étape accidentée             | 138,3                 | Mads Pedersen         | Remco Evenepoel              |
| 20e étape | sam. 10 septembre  | Moralzarzal – Puerto de Navacerrada (es)      | Étape de montagne            | 181                   | Richard Carapaz       | Remco Evenepoel              |
| 21e étape | dim. 11 septembre  | Las Rozas de Madrid – Madrid                  | Étape de plaine              | 96,7                  | Sebastián Molano      | Remco Evenepoel              |

## Classements

### Classement général final
| \| Classement général \| Classement général \| Classement général \| Classement général \| Classement général \| \| Coureur \| Coureur \| Pays \| Équipe \| Temps \| \| ------------------ \| ------------------ \| ------------------ \| ---------------------------------- \| ------------------ \| \| 1er \| Remco Evenepoel \| Belgique \| Quick-Step Alpha Vinyl \| 80 h 26 min 59 s \| \| 2e \| Enric Mas \| Espagne \| Movistar Team \| + 2 min 02 s \| \| 3e \| Juan Ayuso \| Espagne \| UAE Team Emirates \| + 4 min 57 s \| \| 4e \| Miguel Ángel López \| Colombie \| Astana Qazaqstan Team \| DQ \| \| 4e \| João Almeida \| Portugal \| UAE Team Emirates \| + 7 min 24 s \| \| 5e \| Thymen Arensman \| Pays-Bas \| Team DSM \| + 7 min 45 s \| \| 6e \| Carlos Rodríguez \| Espagne \| Ineos Grenadiers \| + 7 min 57 s \| \| 7e \| Ben O'Connor \| Australie \| AG2R Citroën Team \| + 10 min 30 s \| \| 8e \| Rigoberto Urán \| Colombie \| EF Education-EasyPost \| + 11 min 04 s \| \| 9e \| Jai Hindley \| Australie \| Bora-Hansgrohe \| + 12 min 01 s \| \| 10e \| Louis Meintjes \| Afrique du Sud \| Intermarché-Wanty-Gobert Matériaux \| + 15 min 41 s \| \| 11e \| Jan Polanc \| Slovénie \| UAE Team Emirates \| + 21 min 39 s \| \| 12e \| Alejandro Valverde \| Espagne \| Movistar Team \| + 25 min 39 s \| \| 13e \| Richard Carapaz \| Équateur \| Ineos Grenadiers \| + 29 min 19 s \| \| 14e \| Mikel Landa \| Espagne \| Bahrain Victorious \| + 44 min 13 s \| \| 15e \| Luis León Sánchez \| Espagne \| Bahrain Victorious \| + 45 min 49 s \| \| 16e \| Thibaut Pinot \| France \| Groupama-FDJ \| + 46 min 20 s \| \| 17e \| Wilco Kelderman \| Pays-Bas \| Bora-Hansgrohe \| + 48 min 37 s \| \| 18e \| Tao Geoghegan Hart \| Royaume-Uni \| Ineos Grenadiers \| + 49 min 11 s \| \| 19e \| Gino Mäder \| Suisse \| Bahrain Victorious \| + 52 min 25 s \| \| 20e \| David de la Cruz \| Espagne \| Astana Qazaqstan Team \| + 1 h 00 min 15 s \| |                    |                |                                    |                   |
| |                    |                |                                    |                   |
| Source : ProCyclingStats |                    |                |                                    |                   |
| Classement général |                    |                |                                    |                   |
| Coureur | Coureur            | Pays           | Équipe                             | Temps             |
| 1er | Remco Evenepoel    | Belgique       | Quick-Step Alpha Vinyl             | 80 h 26 min 59 s  |
| 2e | Enric Mas          | Espagne        | Movistar Team                      | + 2 min 02 s      |
| 3e | Juan Ayuso         | Espagne        | UAE Team Emirates                  | + 4 min 57 s      |
| 4e | Miguel Ángel López | Colombie       | Astana Qazaqstan Team              | DQ                |
| 4e | João Almeida       | Portugal       | UAE Team Emirates                  | + 7 min 24 s      |
| 5e | Thymen Arensman    | Pays-Bas       | Team DSM                           | + 7 min 45 s      |
| 6e | Carlos Rodríguez   | Espagne        | Ineos Grenadiers                   | + 7 min 57 s      |
| 7e | Ben O'Connor       | Australie      | AG2R Citroën Team                  | + 10 min 30 s     |
| 8e | Rigoberto Urán     | Colombie       | EF Education-EasyPost              | + 11 min 04 s     |
| 9e | Jai Hindley        | Australie      | Bora-Hansgrohe                     | + 12 min 01 s     |
| 10e | Louis Meintjes     | Afrique du Sud | Intermarché-Wanty-Gobert Matériaux | + 15 min 41 s     |
| 11e | Jan Polanc         | Slovénie       | UAE Team Emirates                  | + 21 min 39 s     |
| 12e | Alejandro Valverde | Espagne        | Movistar Team                      | + 25 min 39 s     |
| 13e | Richard Carapaz    | Équateur       | Ineos Grenadiers                   | + 29 min 19 s     |
| 14e | Mikel Landa        | Espagne        | Bahrain Victorious                 | + 44 min 13 s     |
| 15e | Luis León Sánchez  | Espagne        | Bahrain Victorious                 | + 45 min 49 s     |
| 16e | Thibaut Pinot      | France         | Groupama-FDJ                       | + 46 min 20 s     |
| 17e | Wilco Kelderman    | Pays-Bas       | Bora-Hansgrohe                     | + 48 min 37 s     |
| 18e | Tao Geoghegan Hart | Royaume-Uni    | Ineos Grenadiers                   | + 49 min 11 s     |
| 19e | Gino Mäder         | Suisse         | Bahrain Victorious                 | + 52 min 25 s     |
| 20e | David de la Cruz   | Espagne        | Astana Qazaqstan Team              | + 1 h 00 min 15 s |

### Classements annexes finals
| Classement par points | Classement par points | Classement par points | Classement par points   | Classement par points |
| Coureur               | Coureur               | Pays                  | Équipe                  | Points                |
| --------------------- | --------------------- | --------------------- | ----------------------- | --------------------- |
| 1er                   | Mads Pedersen         | Danemark              | Trek-Segafredo          | 409 pts               |
| 2e                    | Fred Wright           | Royaume-Uni           | Bahrain Victorious      | 186 pts               |
| 3e                    | Enric Mas             | Espagne               | Movistar Team           | 138 pts               |
| 4e                    | Remco Evenepoel       | Belgique              | Quick-Step Alpha Vinyl  | 133 pts               |
| 5e                    | Marc Soler            | Espagne               | UAE Team Emirates       | 133 pts               |
| 6e                    | Danny van Poppel      | Pays-Bas              | Bora-Hansgrohe          | 108 pts               |
| 7e                    | Pascal Ackermann      | Allemagne             | UAE Team Emirates       | 106 pts               |
| 8e                    | Richard Carapaz       | Équateur              | Ineos Grenadiers        | 105 pts               |
| 9e                    | Kaden Groves          | Australie             | Team BikeExchange-Jayco | 74 pts                |
| 10e                   | Sebastián Molano      | Colombie              | UAE Team Emirates       | 69 pts                |

| Classement par points | Classement par points | Classement par points | Classement par points   | Classement par points |
| Coureur               | Coureur               | Pays                  | Équipe                  | Points                |
| --------------------- | --------------------- | --------------------- | ----------------------- | --------------------- |
| 1er                   | Mads Pedersen         | Danemark              | Trek-Segafredo          | 409 pts               |
| 2e                    | Fred Wright           | Royaume-Uni           | Bahrain Victorious      | 186 pts               |
| 3e                    | Enric Mas             | Espagne               | Movistar Team           | 138 pts               |
| 4e                    | Remco Evenepoel       | Belgique              | Quick-Step Alpha Vinyl  | 133 pts               |
| 5e                    | Marc Soler            | Espagne               | UAE Team Emirates       | 133 pts               |
| 6e                    | Danny van Poppel      | Pays-Bas              | Bora-Hansgrohe          | 108 pts               |
| 7e                    | Pascal Ackermann      | Allemagne             | UAE Team Emirates       | 106 pts               |
| 8e                    | Richard Carapaz       | Équateur              | Ineos Grenadiers        | 105 pts               |
| 9e                    | Kaden Groves          | Australie             | Team BikeExchange-Jayco | 74 pts                |
| 10e                   | Sebastián Molano      | Colombie              | UAE Team Emirates       | 69 pts                |

| Classement de la montagne | Classement de la montagne | Classement de la montagne | Classement de la montagne | Classement de la montagne |
| Coureur                   | Coureur                   | Pays                      | Équipe                    | Points                    |
| ------------------------- | ------------------------- | ------------------------- | ------------------------- | ------------------------- |
| 1er                       | Richard Carapaz           | Équateur                  | Ineos Grenadiers          | 73 pts                    |
| 2e                        | Robert Stannard           | Australie                 | Alpecin-Deceuninck        | 36 pts                    |
| 3e                        | Enric Mas                 | Espagne                   | Movistar Team             | 28 pts                    |
| 4e                        | Thymen Arensman           | Pays-Bas                  | Team DSM                  | 23 pts                    |
| 5e                        | Remco Evenepoel           | Belgique                  | Quick-Step Alpha Vinyl    | 23 pts                    |
| 6e                        | Marc Soler                | Espagne                   | UAE Team Emirates         | 23 pts                    |
| 7e                        | Sergio Higuita            | Colombie                  | Bora-Hansgrohe            | 18 pts                    |
| 8e                        | Miguel Ángel López        | Colombie                  | Astana Qazaqstan Team     | DQ                        |
| 8e                        | Jimmy Janssens            | Belgique                  | Alpecin-Deceuninck        | 17 pts                    |
| 9e                        | Rubén Fernández           | Espagne                   | Cofidis                   | 15 pts                    |

| Classement de la montagne | Classement de la montagne | Classement de la montagne | Classement de la montagne | Classement de la montagne |
| Coureur                   | Coureur                   | Pays                      | Équipe                    | Points                    |
| ------------------------- | ------------------------- | ------------------------- | ------------------------- | ------------------------- |
| 1er                       | Richard Carapaz           | Équateur                  | Ineos Grenadiers          | 73 pts                    |
| 2e                        | Robert Stannard           | Australie                 | Alpecin-Deceuninck        | 36 pts                    |
| 3e                        | Enric Mas                 | Espagne                   | Movistar Team             | 28 pts                    |
| 4e                        | Thymen Arensman           | Pays-Bas                  | Team DSM                  | 23 pts                    |
| 5e                        | Remco Evenepoel           | Belgique                  | Quick-Step Alpha Vinyl    | 23 pts                    |
| 6e                        | Marc Soler                | Espagne                   | UAE Team Emirates         | 23 pts                    |
| 7e                        | Sergio Higuita            | Colombie                  | Bora-Hansgrohe            | 18 pts                    |
| 8e                        | Miguel Ángel López        | Colombie                  | Astana Qazaqstan Team     | DQ                        |
| 8e                        | Jimmy Janssens            | Belgique                  | Alpecin-Deceuninck        | 17 pts                    |
| 9e                        | Rubén Fernández           | Espagne                   | Cofidis                   | 15 pts                    |

| Classement du meilleur jeune | Classement du meilleur jeune | Classement du meilleur jeune | Classement du meilleur jeune | Classement du meilleur jeune |
| Coureur                      | Coureur                      | Pays                         | Équipe                       | Temps                        |
| ---------------------------- | ---------------------------- | ---------------------------- | ---------------------------- | ---------------------------- |
| 1er                          | Remco Evenepoel              | Belgique                     | Quick-Step Alpha Vinyl       | 80 h 26 min 59 s             |
| 2e                           | Juan Ayuso                   | Espagne                      | UAE Team Emirates            | + 4 min 57 s                 |
| 3e                           | João Almeida                 | Portugal                     | UAE Team Emirates            | + 7 min 24 s                 |
| 4e                           | Thymen Arensman              | Pays-Bas                     | Team DSM                     | + 7 min 45 s                 |
| 5e                           | Carlos Rodríguez             | Espagne                      | Ineos Grenadiers             | + 7 min 57 s                 |
| 6e                           | Gino Mäder                   | Suisse                       | Bahrain Victorious           | + 52 min 25 s                |
| 7e                           | Sergio Higuita               | Colombie                     | Bora-Hansgrohe               | + 1 h 01 min 23 s            |
| 8e                           | José Félix Parra             | Espagne                      | Equipo Kern Pharma           | + 1 h 05 min 02 s            |
| 9e                           | Clément Champoussin          | France                       | AG2R Citroën Team            | + 1 h 24 min 39 s            |
| 10e                          | Edoardo Zambanini            | Italie                       | Bahrain Victorious           | + 1 h 31 min 40 s            |

| Classement du meilleur jeune | Classement du meilleur jeune | Classement du meilleur jeune | Classement du meilleur jeune | Classement du meilleur jeune |
| Coureur                      | Coureur                      | Pays                         | Équipe                       | Temps                        |
| ---------------------------- | ---------------------------- | ---------------------------- | ---------------------------- | ---------------------------- |
| 1er                          | Remco Evenepoel              | Belgique                     | Quick-Step Alpha Vinyl       | 80 h 26 min 59 s             |
| 2e                           | Juan Ayuso                   | Espagne                      | UAE Team Emirates            | + 4 min 57 s                 |
| 3e                           | João Almeida                 | Portugal                     | UAE Team Emirates            | + 7 min 24 s                 |
| 4e                           | Thymen Arensman              | Pays-Bas                     | Team DSM                     | + 7 min 45 s                 |
| 5e                           | Carlos Rodríguez             | Espagne                      | Ineos Grenadiers             | + 7 min 57 s                 |
| 6e                           | Gino Mäder                   | Suisse                       | Bahrain Victorious           | + 52 min 25 s                |
| 7e                           | Sergio Higuita               | Colombie                     | Bora-Hansgrohe               | + 1 h 01 min 23 s            |
| 8e                           | José Félix Parra             | Espagne                      | Equipo Kern Pharma           | + 1 h 05 min 02 s            |
| 9e                           | Clément Champoussin          | France                       | AG2R Citroën Team            | + 1 h 24 min 39 s            |
| 10e                          | Edoardo Zambanini            | Italie                       | Bahrain Victorious           | + 1 h 31 min 40 s            |

| Classement par équipes | Classement par équipes | Classement par équipes | Classement par équipes |
| Équipe                 | Équipe                 | Pays                   | Temps                  |
| ---------------------- | ---------------------- | ---------------------- | ---------------------- |
| 1re                    | UAE Team Emirates      | Émirats arabes unis    | 240 h 36 min 32 s      |
| 2e                     | Ineos Grenadiers       | Royaume-Uni            | + 55 min 35 s          |
| 3e                     | Movistar Team          | Espagne                | + 1 h 16 min 52 s      |
| 4e                     | Bahrain Victorious     | Bahreïn                | + 1 h 17 min 36 s      |
| 5e                     | Astana Qazaqstan Team  | Kazakhstan             | + 1 h 34 min 18 s      |
| 6e                     | Bora-Hansgrohe         | Allemagne              | + 1 h 38 min 20 s      |
| 7e                     | Jumbo-Visma            | Pays-Bas               | + 2 h 12 min 14 s      |
| 8e                     | EF Education-EasyPost  | États-Unis             | + 2 h 25 min 47 s      |
| 9e                     | Groupama-FDJ           | France                 | + 2 h 33 min 37 s      |
| 10e                    | Quick-Step Alpha Vinyl | Belgique               | + 2 h 47 min 09 s      |

| Classement par équipes | Classement par équipes | Classement par équipes | Classement par équipes |
| Équipe                 | Équipe                 | Pays                   | Temps                  |
| ---------------------- | ---------------------- | ---------------------- | ---------------------- |
| 1re                    | UAE Team Emirates      | Émirats arabes unis    | 240 h 36 min 32 s      |
| 2e                     | Ineos Grenadiers       | Royaume-Uni            | + 55 min 35 s          |
| 3e                     | Movistar Team          | Espagne                | + 1 h 16 min 52 s      |
| 4e                     | Bahrain Victorious     | Bahreïn                | + 1 h 17 min 36 s      |
| 5e                     | Astana Qazaqstan Team  | Kazakhstan             | + 1 h 34 min 18 s      |
| 6e                     | Bora-Hansgrohe         | Allemagne              | + 1 h 38 min 20 s      |
| 7e                     | Jumbo-Visma            | Pays-Bas               | + 2 h 12 min 14 s      |
| 8e                     | EF Education-EasyPost  | États-Unis             | + 2 h 25 min 47 s      |
| 9e                     | Groupama-FDJ           | France                 | + 2 h 33 min 37 s      |
| 10e                    | Quick-Step Alpha Vinyl | Belgique               | + 2 h 47 min 09 s      |

### Classements UCI
La course attribue des points au Classement mondial UCI 2022 selon le barème suivant :
| Position                   | 1er | 2e  | 3e  | 4e  | 5e  | 6e  | 7e  | 8e  | 9e  | 10e | 11e | 12e | 13e | 14e | 15e | 16e | 17e | 18e | 19e | 20e | 21e à 25e | 26e à 30e | 31e à 40e | 41e à 50e | 51e à 55e | 56e à 60e |
| -------------------------- | --- | --- | --- | --- | --- | --- | --- | --- | --- | --- | --- | --- | --- | --- | --- | --- | --- | --- | --- | --- | --------- | --------- | --------- | --------- | --------- | --------- |
| Classement général         | 850 | 680 | 575 | 460 | 380 | 320 | 260 | 220 | 180 | 140 | 120 | 100 | 84  | 68  | 60  | 56  | 52  | 48  | 44  | 40  | 32        | 24        | 20        | 16        | 12        | 8         |
| Par étapes                 | 100 | 40  | 20  | 12  | 4   |     |     |     |     |     |     |     |     |     |     |     |     |     |     |     |           |           |           |           |           |           |
| Classements finals annexes | 100 | 40  | 20  |     |     |     |     |     |     |     |     |     |     |     |     |     |     |     |     |     |           |           |           |           |           |           |
| Leader par étapes          | 20  |     |     |     |     |     |     |     |     |     |     |     |     |     |     |     |     |     |     |     |           |           |           |           |           |           |

## Évolution des classements

### Règlements
Le classement général, dont le leader porte le maillot rouge, s'établit en additionnant les temps réalisés à chaque étape, puis en ôtant d'éventuelles bonifications (10, 6 et 4 s à l'arrivée des étapes en ligne et 3, 2 et 1 s à chaque sprint intermédiaire). En cas d'égalité, les critères de départage, dans l'ordre, sont : centièmes de seconde enregistrés lors du contre-la-montre, addition des places obtenues lors de chaque étape, place obtenue lors de la dernière étape.
Le classement par points, dont le leader porte le maillot vert, est l'addition des points attribués à l'arrivée des étapes (25, 20, 16, 14, 12 et 10 points, puis en ôtant 1 pt par place perdue jusqu'au 15e, qui reçoit donc 1 pt) et aux sprints intermédiaires (4, 2 et 1 points). En cas d'égalité de points, les critères de départage, dans l'ordre, sont : nombre de victoires d'étape, de sprints intermédiaires, classement général.
Le classement du meilleur grimpeur, dont le leader porte le maillot blanc à pois bleu, consiste en l'addition des points obtenus au sommet de la Cima Alberto Fernandez (20, 15 10, 6, 4 et 2 pts) et des ascensions Hors catégorie (15, 10, 6, 4 et 2 pts) et de 1re (10, 6, 4, 2 et 1 pts), 2e (5, 3 et 1 pts) et 3e (3, 2 et 1 pts) catégorie. En cas d'égalité de points, les critères de départage, dans l'ordre, sont : passage en tête au sommet de la Cima Alberto Fernandez, nombre de premières places dans les ascensions Hors catégorie, puis de 1re, ensuite de 2e, enfin de 3e catégorie, classement général.
Le classement du meilleur jeune, dont le leader porte le maillot blanc, est le classement général des coureurs nés depuis le 1er janvier 1996.
Le classement par équipes de l'étape est l'addition des trois meilleurs temps individuels de chaque équipe. En cas d'égalité, les critères de départage, dans l'ordre, sont : addition des places des trois premiers coureurs des équipes concernées, place du meilleur coureur sur l'étape. Calculer le classement par équipes revient à additionner les classements par équipes de chaque étape. En cas d'égalité, les critères de départage, dans l'ordre, sont : nombre de premières places dans le classement par équipes du jour, nombre de deuxièmes places dans le classement par équipes du jour, etc., place au classement général du meilleur coureur des équipes concernées.

### Suivi étape par étape
| Étape              | Vainqueur          | Classement général | Classement par points | Classement de la montagne | Meilleur jeune  | Classement par équipes | Prix de la combativité |
| ------------------ | ------------------ | ------------------ | --------------------- | ------------------------- | --------------- | ---------------------- | ---------------------- |
| 1                  | Jumbo-Visma        | Robert Gesink      | Non décerné           | Non décerné               | Ethan Hayter    | Jumbo-Visma            | Non décerné            |
| 2                  | Sam Bennett        | Mike Teunissen     | Sam Bennett           | Julius van den Berg       | Ethan Hayter    | Jumbo-Visma            | Jetse Bol              |
| 3                  | Sam Bennett        | Edoardo Affini     | Sam Bennett           | Julius van den Berg       | Ethan Hayter    | Jumbo-Visma            | Pau Miquel             |
| 4                  | Primož Roglič      | Primož Roglič      | Sam Bennett           | Joan Bou                  | Ethan Hayter    | Ineos Grenadiers       | Alessandro De Marchi   |
| 5                  | Marc Soler         | Rudy Molard        | Sam Bennett           | Victor Langellotti        | Fred Wright     | Groupama-FDJ           | Marc Soler             |
| 6                  | Jay Vine           | Remco Evenepoel    | Sam Bennett           | Victor Langellotti        | Remco Evenepoel | UAE Team Emirates      | Mark Padun             |
| 7                  | Jesús Herrada      | Remco Evenepoel    | Sam Bennett           | Victor Langellotti        | Remco Evenepoel | Bahrain Victorious     | Jesús Herrada          |
| 8                  | Jay Vine           | Remco Evenepoel    | Mads Pedersen         | Jay Vine                  | Remco Evenepoel | UAE Team Emirates      | Mikel Landa            |
| 9                  | Louis Meintjes     | Remco Evenepoel    | Mads Pedersen         | Jay Vine                  | Remco Evenepoel | UAE Team Emirates      | José Manuel Díaz       |
| 10                 | Remco Evenepoel    | Remco Evenepoel    | Mads Pedersen         | Jay Vine                  | Remco Evenepoel | Ineos Grenadiers       | Non décerné            |
| 11                 | Kaden Groves       | Remco Evenepoel    | Mads Pedersen         | Jay Vine                  | Remco Evenepoel | Ineos Grenadiers       | Jetse Bol              |
| 12                 | Richard Carapaz    | Remco Evenepoel    | Mads Pedersen         | Jay Vine                  | Remco Evenepoel | UAE Team Emirates      | Samuele Battistella    |
| 13                 | Mads Pedersen      | Remco Evenepoel    | Mads Pedersen         | Jay Vine                  | Remco Evenepoel | UAE Team Emirates      | Joan Bou               |
| 14                 | Richard Carapaz    | Remco Evenepoel    | Mads Pedersen         | Jay Vine                  | Remco Evenepoel | UAE Team Emirates      | Luis León Sánchez      |
| 15                 | Thymen Arensman    | Remco Evenepoel    | Mads Pedersen         | Jay Vine                  | Remco Evenepoel | UAE Team Emirates      | Lawson Craddock        |
| 16                 | Mads Pedersen      | Remco Evenepoel    | Mads Pedersen         | Jay Vine                  | Remco Evenepoel | UAE Team Emirates      | Luis Ángel Maté        |
| 17                 | Rigoberto Urán     | Remco Evenepoel    | Mads Pedersen         | Jay Vine                  | Remco Evenepoel | UAE Team Emirates      | Lawson Craddock        |
| 18                 | Remco Evenepoel    | Remco Evenepoel    | Mads Pedersen         | Richard Carapaz           | Remco Evenepoel | UAE Team Emirates      | Robert Gesink          |
| 19                 | Mads Pedersen      | Remco Evenepoel    | Mads Pedersen         | Richard Carapaz           | Remco Evenepoel | UAE Team Emirates      | Ander Okamika          |
| 20                 | Richard Carapaz    | Remco Evenepoel    | Mads Pedersen         | Richard Carapaz           | Remco Evenepoel | UAE Team Emirates      | Alejandro Valverde     |
| 21                 | Sebastián Molano   | Remco Evenepoel    | Mads Pedersen         | Richard Carapaz           | Remco Evenepoel | UAE Team Emirates      | non décerné            |
| Classements finals | Classements finals | Remco Evenepoel    | Mads Pedersen         | Richard Carapaz           | Remco Evenepoel | UAE Team Emirates      | Marc Soler             |

## Liste des participants
| Légende                          | Légende                                                                                                  | Légende                             | Légende                                                                                          |
| -------------------------------- | --- | ----------------------------------- | ------------------------------------------------------------------------------------------------ |
| Num                              | Dossard de départ porté par le coureur sur cette Vuelta                                                  | Pos.                                | Position finale au classement général                                                            |
| Leader du classement général     | Indique le vainqueur du classement général                                                               | Leader du classement de la montagne | Indique le vainqueur du classement de la montagne                                                |
| Leader du classement par points  | Indique le vainqueur du classement par points                                                            | Leader du classement du combiné     | Indique le vainqueur du classement du meilleur jeune                                             |
| Leader du classement par équipes | Indique la meilleure équipe                                                                              |                                     | Indique un maillot de champion national ou mondial, suivi de sa spécialité                       |
| NP                               | Indique un coureur qui n'a pas pris le départ d'une étape, suivi du numéro de l'étape où il s'est retiré | AB                                  | Indique un coureur qui n'a pas terminé une étape, suivie du numéro de l'étape où il s'est retiré |
| HD                               | Indique un coureur qui a terminé une étape hors des délais, suivi du numéro de l'étape                   | EX                                  | Indique un coureur exclu pour non-respect du règlement                                           |

| Jumbo-Visma TJV                                                                   | Jumbo-Visma TJV             | Jumbo-Visma TJV |
| --------------------------------------------------------------------------------- | --------------------------- | --------------- |
| Num                                                                               | Coureur                     | Pos             |
| 1                                                                                 | Primož Roglič (SLO)         | NP-17           |
| 2                                                                                 | Edoardo Affini (ITA)        | NP-10           |
| 3                                                                                 | Rohan Dennis (AUS) (chrono) | 52e             |
| 4                                                                                 | Robert Gesink (NED)         | 41e             |
| 5                                                                                 | Chris Harper (AUS)          | 33e             |
| 6                                                                                 | Sepp Kuss (USA)             | NP-9            |
| 7                                                                                 | Sam Oomen (NED)             | 30e             |
| 8                                                                                 | Mike Teunissen (NED)        | 91e             |
| Directeur sportif : Addy Engels, Grischa Niermann, Maarten Wynants, Robert Wagner |                             |                 |

| AG2R Citroën Team ACT                           | AG2R Citroën Team ACT      | AG2R Citroën Team ACT |
| ----------------------------------------------- | -------------------------- | --------------------- |
| Num                                             | Coureur                    | Pos                   |
| 11                                              | Ben O'Connor (AUS)         | 8e                    |
| 12                                              | Clément Champoussin (FRA)  | 32e                   |
| 13                                              | Jaakko Hänninen (FIN)      | NP-7                  |
| 14                                              | Bob Jungels (LUX) (chrono) | 51e                   |
| 15                                              | Nans Peters (FRA)          | 61e                   |
| 16                                              | Nicolas Prodhomme (FRA)    | 73e                   |
| 17                                              | Antoine Raugel (FRA)       | 115e                  |
| 18                                              | Andrea Vendrame (ITA)      | NP-7                  |
| Directeur sportif : Julien Jurdie, Cyril Dessel |                            |                       |

| Astana Qazaqstan Team AST                           | Astana Qazaqstan Team AST | Astana Qazaqstan Team AST |
| --------------------------------------------------- | ------------------------- | ------------------------- |
| Num                                                 | Coureur                   | Pos                       |
| 21                                                  | Miguel Ángel López (COL)  | 4e                        |
| 22                                                  | Samuele Battistella (ITA) | NP-18                     |
| 23                                                  | David de la Cruz (ESP)    | 21e                       |
| 24                                                  | Yevgeniy Fedorov (KAZ)    | 123e                      |
| 25                                                  | Alexey Lutsenko (KAZ)     | 71e                       |
| 26                                                  | Vincenzo Nibali (ITA)     | 45e                       |
| 27                                                  | Vadim Pronskiy (KAZ)      | 38e                       |
| 28                                                  | Harold Tejada (COL)       | 65e                       |
| Directeur sportif : Stefano Zanini, Alexandr Shefer |                           |                           |

| Bahrain Victorious TBV                                  | Bahrain Victorious TBV  | Bahrain Victorious TBV |
| ------------------------------------------------------- | ----------------------- | ---------------------- |
| Num                                                     | Coureur                 | Pos                    |
| 31                                                      | Mikel Landa (ESP)       | 15e                    |
| 32                                                      | Santiago Buitrago (COL) | NP-12                  |
| 33                                                      | Gino Mäder (SUI)        | 20e                    |
| 34                                                      | Wout Poels (NED)        | NP-9                   |
| 35                                                      | Luis León Sánchez (ESP) | 16e                    |
| 36                                                      | Jasha Sütterlin (GER)   | 85e                    |
| 37                                                      | Fred Wright (GBR)       | 67e                    |
| 38                                                      | Edoardo Zambanini (ITA) | 36e                    |
| Directeur sportif : Franco Pellizotti, Xavier Florencio |                         |                        |

| Bora-Hansgrohe BOH                                      | Bora-Hansgrohe BOH           | Bora-Hansgrohe BOH |
| ------------------------------------------------------- | ---------------------------- | ------------------ |
| Num                                                     | Coureur                      | Pos                |
| 41                                                      | Sam Bennett (IRL)            | NP-10              |
| 42                                                      | Matteo Fabbro (ITA)          | 54e                |
| 43                                                      | Sergio Higuita (COL) (route) | 23e                |
| 44                                                      | Jai Hindley (AUS)            | 10e                |
| 45                                                      | Wilco Kelderman (NED)        | 18e                |
| 46                                                      | Jonas Koch (GER)             | 99e                |
| 47                                                      | Ryan Mullen (IRL)            | 128e               |
| 48                                                      | Danny van Poppel (NED)       | 121e               |
| Directeur sportif : Jens Zemke, Jean-Pierre Heynderickx |                              |                    |

| Cofidis COF                                                | Cofidis COF           | Cofidis COF |
| ---------------------------------------------------------- | --------------------- | ----------- |
| Num                                                        | Coureur               | Pos         |
| 51                                                         | Jesús Herrada (ESP)   | 56e         |
| 52                                                         | Bryan Coquard (FRA)   | NP-17       |
| 53                                                         | Davide Cimolai (ITA)  | 134e        |
| 54                                                         | Thomas Champion (FRA) | 98e         |
| 55                                                         | Rubén Fernández (ESP) | 59e         |
| 56                                                         | José Herrada (ESP)    | NP-10       |
| 57                                                         | Rémy Rochas (FRA)     | AB-7        |
| 58                                                         | Davide Villella (ITA) | 53e         |
| Directeur sportif : Christian Guiberteau, Bingen Fernández |                       |             |

| EF Education-EasyPost EFE                             | EF Education-EasyPost EFE   | EF Education-EasyPost EFE |
| ----------------------------------------------------- | --------------------------- | ------------------------- |
| Num                                                   | Coureur                     | Pos                       |
| 61                                                    | Rigoberto Urán (COL)        | 9e                        |
| 62                                                    | Jonathan Caicedo (ECU)      | 69e                       |
| 63                                                    | Hugh Carthy (GBR)           | 25e                       |
| 64                                                    | Esteban Chaves (COL)        | NP-16                     |
| 65                                                    | Merhawi Kudus (ERI) (route) | 79e                       |
| 66                                                    | Mark Padun (UKR)            | 46e                       |
| 67                                                    | James Shaw (GBR)            | 87e                       |
| 68                                                    | Julius van den Berg (NED)   | 130e                      |
| Directeur sportif : Juan Manuel Gárate, Ken Vanmarcke |                             |                           |

| Groupama-FDJ GFC                                      | Groupama-FDJ GFC              | Groupama-FDJ GFC |
| ----------------------------------------------------- | ----------------------------- | ---------------- |
| Num                                                   | Coureur                       | Pos              |
| 71                                                    | Thibaut Pinot (FRA)           | 17e              |
| 72                                                    | Bruno Armirail (FRA) (chrono) | NP-18            |
| 73                                                    | Fabian Lienhard (SUI)         | 122e             |
| 74                                                    | Rudy Molard (FRA)             | 31e              |
| 75                                                    | Quentin Pacher (FRA)          | AB-18            |
| 76                                                    | Sébastien Reichenbach (SUI)   | 24e              |
| 77                                                    | Miles Scotson (AUS)           | 109e             |
| 78                                                    | Jake Stewart (GBR)            | NP-8             |
| Directeur sportif : Philippe Mauduit, Thierry Bricaud |                               |                  |

| Ineos Grenadiers IGD                              | Ineos Grenadiers IGD           | Ineos Grenadiers IGD |
| ------------------------------------------------- | ------------------------------ | -------------------- |
| Num                                               | Coureur                        | Pos                  |
| 81                                                | Richard Carapaz (ECU) (chrono) | 14e                  |
| 82                                                | Dylan van Baarle (NED)         | 49e                  |
| 83                                                | Tao Geoghegan Hart (GBR)       | 19e                  |
| 84                                                | Ethan Hayter (GBR) (chrono)    | NP-10                |
| 85                                                | Luke Plapp (AUS) (route)       | 95e                  |
| 86                                                | Carlos Rodríguez (ESP) (route) | 7e                   |
| 87                                                | Pavel Sivakov (FRA)            | NP-11                |
| 88                                                | Ben Turner (GBR)               | 72e                  |
| Directeur sportif : Matteo Tosatto, Xabier Zandio |                                |                      |

| Intermarché-Wanty-Gobert Matériaux IWG                        | Intermarché-Wanty-Gobert Matériaux IWG | Intermarché-Wanty-Gobert Matériaux IWG |
| ------------------------------------------------------------- | -------------------------------------- | -------------------------------------- |
| Num                                                           | Coureur                                | Pos                                    |
| 91                                                            | Jan Bakelants (BEL)                    | 29e                                    |
| 92                                                            | Jan Hirt (CZE)                         | NP-6                                   |
| 93                                                            | Julius Johansen (DEN)                  | 129e                                   |
| 94                                                            | Louis Meintjes (RSA)                   | 11e                                    |
| 95                                                            | Domenico Pozzovivo (ITA)               | AB-15                                  |
| 96                                                            | Rein Taaramäe (EST) (chrono)           | AB-17                                  |
| 97                                                            | Gerben Thijssen (BEL)                  | AB-9                                   |
| 98                                                            | Boy van Poppel (NED)                   | AB-12                                  |
| Directeur sportif : Pieter Vanspeybrouck, Jean-Marc Rossignon |                                        |                                        |

| Israel-Premier Tech IPT                         | Israel-Premier Tech IPT       | Israel-Premier Tech IPT |
| ----------------------------------------------- | ----------------------------- | ----------------------- |
| Num                                             | Coureur                       | Pos                     |
| 101                                             | Michael Woods (CAN)           | AB-3                    |
| 102                                             | Patrick Bevin (NZL)           | 75e                     |
| 103                                             | Alessandro De Marchi (ITA)    | 103e                    |
| 104                                             | Itamar Einhorn (ISR) (route)  | AB-8                    |
| 105                                             | Christopher Froome (GBR)      | 114e                    |
| 106                                             | Omer Goldstein (ISR) (chrono) |                         |
| 107                                             | Carl Fredrik Hagen (NOR)      | 34e                     |
| 108                                             | Daryl Impey (RSA)             | 101e                    |
| Directeur sportif : Óscar Guerrero, René Andrle |                               |                         |

| Lotto-Soudal LTS                                     | Lotto-Soudal LTS      | Lotto-Soudal LTS |
| ---------------------------------------------------- | --------------------- | ---------------- |
| Num                                                  | Coureur               | Pos              |
| 111                                                  | Thomas De Gendt (BEL) | 80e              |
| 112                                                  | Cédric Beullens (BEL) | 108e             |
| 113                                                  | Filippo Conca (ITA)   | NP-17            |
| 114                                                  | Steff Cras (BEL)      | AB-2             |
| 115                                                  | Jarrad Drizners (AUS) | NP-10            |
| 116                                                  | Kamil Małecki (POL)   | 125e             |
| 117                                                  | Harry Sweeny (AUS)    | NP-10            |
| 118                                                  | Maxim Van Gils (BEL)  | NP-16            |
| Directeur sportif : Kurt Van de Wouwer, Marc Wauters |                       |                  |

| Movistar Team MOV                                          | Movistar Team MOV                | Movistar Team MOV |
| ---------------------------------------------------------- | -------------------------------- | ----------------- |
| Num                                                        | Coureur                          | Pos               |
| 121                                                        | Alejandro Valverde (ESP)         | 13e               |
| 122                                                        | Mathias Norsgaard (DEN) (chrono) | NP-10             |
| 123                                                        | Lluís Mas (ESP)                  | 133e              |
| 124                                                        | Enric Mas (ESP)                  | 2e                |
| 125                                                        | Gregor Mühlberger (AUT)          | 50e               |
| 126                                                        | Nélson Oliveira (POR)            | 37e               |
| 127                                                        | José Joaquín Rojas (ESP)         | 48e               |
| 128                                                        | Carlos Verona (ESP)              | 35e               |
| Directeur sportif : José Vicente García Acosta, Patxi Vila |                                  |                   |

| Quick-Step Alpha Vinyl QST                         | Quick-Step Alpha Vinyl QST       | Quick-Step Alpha Vinyl QST |
| -------------------------------------------------- | -------------------------------- | -------------------------- |
| Num                                                | Coureur                          | Pos                        |
| 131                                                | Julian Alaphilippe (FRA) (route) | AB-11                      |
| 132                                                | Rémi Cavagna (FRA)               | 104e                       |
| 133                                                | Dries Devenyns (BEL)             | 100e                       |
| 134                                                | Remco Evenepoel (BEL) (chrono)   | 1er                        |
| 135                                                | Fausto Masnada (ITA)             | 57e                        |
| 136                                                | Pieter Serry (BEL)               | NP-9                       |
| 137                                                | Ilan Van Wilder (BEL)            | 40e                        |
| 138                                                | Louis Vervaeke (BEL)             | 58e                        |
| Directeur sportif : Davide Bramati, Klaas Lodewyck |                                  |                            |

| Team BikeExchange-Jayco BEX                     | Team BikeExchange-Jayco BEX    | Team BikeExchange-Jayco BEX |
| ----------------------------------------------- | ------------------------------ | --------------------------- |
| Num                                             | Coureur                        | Pos                         |
| 141                                             | Simon Yates (GBR)              | NP-11                       |
| 142                                             | Lawson Craddock (USA) (chrono) | 55e                         |
| 143                                             | Luke Durbridge (AUS)           | 112e                        |
| 144                                             | Kaden Groves (AUS)             | 113e                        |
| 145                                             | Lucas Hamilton (AUS)           | 78e                         |
| 146                                             | Michael Hepburn (AUS)          | 118e                        |
| 147                                             | Kelland O'Brien (AUS)          | AB-14                       |
| 148                                             | Callum Scotson (AUS)           | NP-12                       |
| Directeur sportif : Gene Bates, Tristan Hoffman |                                |                             |

| Team DSM DSM                                             | Team DSM DSM                  | Team DSM DSM |
| -------------------------------------------------------- | ----------------------------- | ------------ |
| Num                                                      | Coureur                       | Pos          |
| 151                                                      | Thymen Arensman (NED)         | 6e           |
| 152                                                      | Nikias Arndt (GER)            | NP-8         |
| 153                                                      | Marco Brenner (GER)           | 74e          |
| 154                                                      | John Degenkolb (GER)          | 124e         |
| 155                                                      | Mark Donovan (GBR)            | NP-8         |
| 156                                                      | Jonas Iversby Hvideberg (NOR) | 110e         |
| 157                                                      | Joris Nieuwenhuis (NED)       | 106e         |
| 158                                                      | Henri Vandenabeele (BEL)      | AB-9         |
| Directeur sportif : Matthew Winston, Wilbert Broekhuizen |                               |              |

| Trek-Segafredo TFS                                     | Trek-Segafredo TFS     | Trek-Segafredo TFS |
| ------------------------------------------------------ | ---------------------- | ------------------ |
| Num                                                    | Coureur                | Pos                |
| 161                                                    | Julien Bernard (FRA)   | 88e                |
| 162                                                    | Dario Cataldo (ITA)    | 117e               |
| 163                                                    | Kenny Elissonde (FRA)  | 64e                |
| 164                                                    | Daan Hoole (NED)       | NP-5               |
| 165                                                    | Alex Kirsch (LUX)      | 119e               |
| 166                                                    | Juan Pedro López (ESP) | 97e                |
| 167                                                    | Mads Pedersen (DEN)    | 102e               |
| 168                                                    | Antonio Tiberi (ITA)   | 92e                |
| Directeur sportif : Yaroslav Popovych, Steven de Jongh |                        |                    |

| UAE Team Emirates UAD                             | UAE Team Emirates UAD      | UAE Team Emirates UAD |
| ------------------------------------------------- | -------------------------- | --------------------- |
| Num                                               | Coureur                    | Pos                   |
| 171                                               | Marc Soler (ESP)           | 27e                   |
| 172                                               | Pascal Ackermann (GER)     | 111e                  |
| 173                                               | Ivo Oliveira (POR)         | 131e                  |
| 174                                               | Juan Ayuso (ESP)           | 3e                    |
| 175                                               | João Almeida (POR) (route) | 5e                    |
| 176                                               | Brandon McNulty (USA)      | 70e                   |
| 177                                               | Sebastián Molano (COL)     | 126e                  |
| 178                                               | Jan Polanc (SLO)           | 12e                   |
| Directeur sportif : Andrej Hauptman, Manuele Mori |                            |                       |

| Alpecin-Deceuninck AFC                                  | Alpecin-Deceuninck AFC    | Alpecin-Deceuninck AFC |
| ------------------------------------------------------- | ------------------------- | ---------------------- |
| Num                                                     | Coureur                   | Pos                    |
| 181                                                     | Tim Merlier (BEL) (route) | 132e                   |
| 182                                                     | Floris De Tier (BEL)      | NP-10                  |
| 183                                                     | Jimmy Janssens (BEL)      | 107e                   |
| 184                                                     | Xandro Meurisse (BEL)     | 39e                    |
| 185                                                     | Robert Stannard (AUS)     | 81e                    |
| 186                                                     | Lionel Taminiaux (BEL)    | 127e                   |
| 187                                                     | Gianni Vermeersch (BEL)   | 82e                    |
| 188                                                     | Jay Vine (AUS)            | AB-18                  |
| Directeur sportif : Frederik Willems, Michel Cornelisse |                           |                        |

| Burgos-BH BBH                   | Burgos-BH BBH            | Burgos-BH BBH |
| ------------------------------- | ------------------------ | ------------- |
| Num                             | Coureur                  | Pos           |
| 191                             | Jetse Bol (NED)          | 89e           |
| 192                             | Óscar Cabedo (ESP)       | 22e           |
| 193                             | José Manuel Díaz (ESP)   | 43e           |
| 194                             | Jesús Ezquerra (ESP)     | 68e           |
| 195                             | Victor Langellotti (MON) | AB-8          |
| 196                             | Daniel Navarro (ESP)     | 44e           |
| 197                             | Ander Okamika (ESP)      | 96e           |
| 198                             | Manuel Peñalver (ESP)    | NP-1          |
| Directeur sportif : Rubén Pérez |                          |               |

| Equipo Kern Pharma EKP             | Equipo Kern Pharma EKP            | Equipo Kern Pharma EKP |
| ---------------------------------- | --------------------------------- | ---------------------- |
| Num                                | Coureur                           | Pos                    |
| 201                                | Roger Adrià (ESP)                 | NP-11                  |
| 202                                | Urko Berrade (ESP)                | 66e                    |
| 203                                | Héctor Carretero (ESP)            | NP-11                  |
| 204                                | Francisco Galván (ESP)            | 105e                   |
| 205                                | Raúl García Pierna (ESP) (chrono) | 47e                    |
| 206                                | Pau Miquel (ESP)                  | NP-11                  |
| 207                                | José Félix Parra (ESP)            | 26e                    |
| 208                                | Vojtěch Řepa (CZE)                | 77e                    |
| Directeur sportif : Juan José Oroz |                                   |                        |

| Euskaltel-Euskadi EUS                            | Euskaltel-Euskadi EUS       | Euskaltel-Euskadi EUS |
| ------------------------------------------------ | --------------------------- | --------------------- |
| Num                                              | Coureur                     | Pos                   |
| 211                                              | Mikel Bizkarra (ESP)        | 28e                   |
| 212                                              | Xabier Mikel Azparren (ESP) | 94e                   |
| 213                                              | Ibai Azurmendi (ESP)        | 86e                   |
| 214                                              | Joan Bou (ESP)              | 83e                   |
| 215                                              | Carlos Canal (ESP)          | 84e                   |
| 216                                              | Mikel Iturria (ESP)         | 93e                   |
| 217                                              | Gotzon Martín (ESP)         | 76e                   |
| 218                                              | Luis Ángel Maté (ESP)       | 62e                   |
| Directeur sportif : Jorge Azanza, Jesus Ezkurdia |                             |                       |

| Arkéa-Samsic ARK                                     | Arkéa-Samsic ARK         | Arkéa-Samsic ARK |
| ---------------------------------------------------- | ------------------------ | ---------------- |
| Num                                                  | Coureur                  | Pos              |
| 221                                                  | Anthony Delaplace (FRA)  | NP-8             |
| 222                                                  | Élie Gesbert (FRA)       | 42e              |
| 223                                                  | Thibault Guernalec (FRA) | AB-13            |
| 224                                                  | Simon Guglielmi (FRA)    | 60e              |
| 225                                                  | Daniel McLay (GBR)       | 120e             |
| 226                                                  | Łukasz Owsian (POL)      | 90e              |
| 227                                                  | Clément Russo (FRA)      | 116e             |
| Directeur sportif : Sébastien Hinault, Yvon Ledanois |                          |                  |

| Jumbo-Visma TJV                                                                   | Jumbo-Visma TJV             | Jumbo-Visma TJV |
| --------------------------------------------------------------------------------- | --------------------------- | --------------- |
| Num                                                                               | Coureur                     | Pos             |
| 1                                                                                 | Primož Roglič (SLO)         | NP-17           |
| 2                                                                                 | Edoardo Affini (ITA)        | NP-10           |
| 3                                                                                 | Rohan Dennis (AUS) (chrono) | 52e             |
| 4                                                                                 | Robert Gesink (NED)         | 41e             |
| 5                                                                                 | Chris Harper (AUS)          | 33e             |
| 6                                                                                 | Sepp Kuss (USA)             | NP-9            |
| 7                                                                                 | Sam Oomen (NED)             | 30e             |
| 8                                                                                 | Mike Teunissen (NED)        | 91e             |
| Directeur sportif : Addy Engels, Grischa Niermann, Maarten Wynants, Robert Wagner |                             |                 |

| AG2R Citroën Team ACT                           | AG2R Citroën Team ACT      | AG2R Citroën Team ACT |
| ----------------------------------------------- | -------------------------- | --------------------- |
| Num                                             | Coureur                    | Pos                   |
| 11                                              | Ben O'Connor (AUS)         | 8e                    |
| 12                                              | Clément Champoussin (FRA)  | 32e                   |
| 13                                              | Jaakko Hänninen (FIN)      | NP-7                  |
| 14                                              | Bob Jungels (LUX) (chrono) | 51e                   |
| 15                                              | Nans Peters (FRA)          | 61e                   |
| 16                                              | Nicolas Prodhomme (FRA)    | 73e                   |
| 17                                              | Antoine Raugel (FRA)       | 115e                  |
| 18                                              | Andrea Vendrame (ITA)      | NP-7                  |
| Directeur sportif : Julien Jurdie, Cyril Dessel |                            |                       |

| Astana Qazaqstan Team AST                           | Astana Qazaqstan Team AST | Astana Qazaqstan Team AST |
| --------------------------------------------------- | ------------------------- | ------------------------- |
| Num                                                 | Coureur                   | Pos                       |
| 21                                                  | Miguel Ángel López (COL)  | 4e                        |
| 22                                                  | Samuele Battistella (ITA) | NP-18                     |
| 23                                                  | David de la Cruz (ESP)    | 21e                       |
| 24                                                  | Yevgeniy Fedorov (KAZ)    | 123e                      |
| 25                                                  | Alexey Lutsenko (KAZ)     | 71e                       |
| 26                                                  | Vincenzo Nibali (ITA)     | 45e                       |
| 27                                                  | Vadim Pronskiy (KAZ)      | 38e                       |
| 28                                                  | Harold Tejada (COL)       | 65e                       |
| Directeur sportif : Stefano Zanini, Alexandr Shefer |                           |                           |

| Bahrain Victorious TBV                                  | Bahrain Victorious TBV  | Bahrain Victorious TBV |
| ------------------------------------------------------- | ----------------------- | ---------------------- |
| Num                                                     | Coureur                 | Pos                    |
| 31                                                      | Mikel Landa (ESP)       | 15e                    |
| 32                                                      | Santiago Buitrago (COL) | NP-12                  |
| 33                                                      | Gino Mäder (SUI)        | 20e                    |
| 34                                                      | Wout Poels (NED)        | NP-9                   |
| 35                                                      | Luis León Sánchez (ESP) | 16e                    |
| 36                                                      | Jasha Sütterlin (GER)   | 85e                    |
| 37                                                      | Fred Wright (GBR)       | 67e                    |
| 38                                                      | Edoardo Zambanini (ITA) | 36e                    |
| Directeur sportif : Franco Pellizotti, Xavier Florencio |                         |                        |

| Bora-Hansgrohe BOH                                      | Bora-Hansgrohe BOH           | Bora-Hansgrohe BOH |
| ------------------------------------------------------- | ---------------------------- | ------------------ |
| Num                                                     | Coureur                      | Pos                |
| 41                                                      | Sam Bennett (IRL)            | NP-10              |
| 42                                                      | Matteo Fabbro (ITA)          | 54e                |
| 43                                                      | Sergio Higuita (COL) (route) | 23e                |
| 44                                                      | Jai Hindley (AUS)            | 10e                |
| 45                                                      | Wilco Kelderman (NED)        | 18e                |
| 46                                                      | Jonas Koch (GER)             | 99e                |
| 47                                                      | Ryan Mullen (IRL)            | 128e               |
| 48                                                      | Danny van Poppel (NED)       | 121e               |
| Directeur sportif : Jens Zemke, Jean-Pierre Heynderickx |                              |                    |

| Cofidis COF                                                | Cofidis COF           | Cofidis COF |
| ---------------------------------------------------------- | --------------------- | ----------- |
| Num                                                        | Coureur               | Pos         |
| 51                                                         | Jesús Herrada (ESP)   | 56e         |
| 52                                                         | Bryan Coquard (FRA)   | NP-17       |
| 53                                                         | Davide Cimolai (ITA)  | 134e        |
| 54                                                         | Thomas Champion (FRA) | 98e         |
| 55                                                         | Rubén Fernández (ESP) | 59e         |
| 56                                                         | José Herrada (ESP)    | NP-10       |
| 57                                                         | Rémy Rochas (FRA)     | AB-7        |
| 58                                                         | Davide Villella (ITA) | 53e         |
| Directeur sportif : Christian Guiberteau, Bingen Fernández |                       |             |

| EF Education-EasyPost EFE                             | EF Education-EasyPost EFE   | EF Education-EasyPost EFE |
| ----------------------------------------------------- | --------------------------- | ------------------------- |
| Num                                                   | Coureur                     | Pos                       |
| 61                                                    | Rigoberto Urán (COL)        | 9e                        |
| 62                                                    | Jonathan Caicedo (ECU)      | 69e                       |
| 63                                                    | Hugh Carthy (GBR)           | 25e                       |
| 64                                                    | Esteban Chaves (COL)        | NP-16                     |
| 65                                                    | Merhawi Kudus (ERI) (route) | 79e                       |
| 66                                                    | Mark Padun (UKR)            | 46e                       |
| 67                                                    | James Shaw (GBR)            | 87e                       |
| 68                                                    | Julius van den Berg (NED)   | 130e                      |
| Directeur sportif : Juan Manuel Gárate, Ken Vanmarcke |                             |                           |

| Groupama-FDJ GFC                                      | Groupama-FDJ GFC              | Groupama-FDJ GFC |
| ----------------------------------------------------- | ----------------------------- | ---------------- |
| Num                                                   | Coureur                       | Pos              |
| 71                                                    | Thibaut Pinot (FRA)           | 17e              |
| 72                                                    | Bruno Armirail (FRA) (chrono) | NP-18            |
| 73                                                    | Fabian Lienhard (SUI)         | 122e             |
| 74                                                    | Rudy Molard (FRA)             | 31e              |
| 75                                                    | Quentin Pacher (FRA)          | AB-18            |
| 76                                                    | Sébastien Reichenbach (SUI)   | 24e              |
| 77                                                    | Miles Scotson (AUS)           | 109e             |
| 78                                                    | Jake Stewart (GBR)            | NP-8             |
| Directeur sportif : Philippe Mauduit, Thierry Bricaud |                               |                  |

| Ineos Grenadiers IGD                              | Ineos Grenadiers IGD           | Ineos Grenadiers IGD |
| ------------------------------------------------- | ------------------------------ | -------------------- |
| Num                                               | Coureur                        | Pos                  |
| 81                                                | Richard Carapaz (ECU) (chrono) | 14e                  |
| 82                                                | Dylan van Baarle (NED)         | 49e                  |
| 83                                                | Tao Geoghegan Hart (GBR)       | 19e                  |
| 84                                                | Ethan Hayter (GBR) (chrono)    | NP-10                |
| 85                                                | Luke Plapp (AUS) (route)       | 95e                  |
| 86                                                | Carlos Rodríguez (ESP) (route) | 7e                   |
| 87                                                | Pavel Sivakov (FRA)            | NP-11                |
| 88                                                | Ben Turner (GBR)               | 72e                  |
| Directeur sportif : Matteo Tosatto, Xabier Zandio |                                |                      |

| Intermarché-Wanty-Gobert Matériaux IWG                        | Intermarché-Wanty-Gobert Matériaux IWG | Intermarché-Wanty-Gobert Matériaux IWG |
| ------------------------------------------------------------- | -------------------------------------- | -------------------------------------- |
| Num                                                           | Coureur                                | Pos                                    |
| 91                                                            | Jan Bakelants (BEL)                    | 29e                                    |
| 92                                                            | Jan Hirt (CZE)                         | NP-6                                   |
| 93                                                            | Julius Johansen (DEN)                  | 129e                                   |
| 94                                                            | Louis Meintjes (RSA)                   | 11e                                    |
| 95                                                            | Domenico Pozzovivo (ITA)               | AB-15                                  |
| 96                                                            | Rein Taaramäe (EST) (chrono)           | AB-17                                  |
| 97                                                            | Gerben Thijssen (BEL)                  | AB-9                                   |
| 98                                                            | Boy van Poppel (NED)                   | AB-12                                  |
| Directeur sportif : Pieter Vanspeybrouck, Jean-Marc Rossignon |                                        |                                        |

| Israel-Premier Tech IPT                         | Israel-Premier Tech IPT       | Israel-Premier Tech IPT |
| ----------------------------------------------- | ----------------------------- | ----------------------- |
| Num                                             | Coureur                       | Pos                     |
| 101                                             | Michael Woods (CAN)           | AB-3                    |
| 102                                             | Patrick Bevin (NZL)           | 75e                     |
| 103                                             | Alessandro De Marchi (ITA)    | 103e                    |
| 104                                             | Itamar Einhorn (ISR) (route)  | AB-8                    |
| 105                                             | Christopher Froome (GBR)      | 114e                    |
| 106                                             | Omer Goldstein (ISR) (chrono) |                         |
| 107                                             | Carl Fredrik Hagen (NOR)      | 34e                     |
| 108                                             | Daryl Impey (RSA)             | 101e                    |
| Directeur sportif : Óscar Guerrero, René Andrle |                               |                         |

| Lotto-Soudal LTS                                     | Lotto-Soudal LTS      | Lotto-Soudal LTS |
| ---------------------------------------------------- | --------------------- | ---------------- |
| Num                                                  | Coureur               | Pos              |
| 111                                                  | Thomas De Gendt (BEL) | 80e              |
| 112                                                  | Cédric Beullens (BEL) | 108e             |
| 113                                                  | Filippo Conca (ITA)   | NP-17            |
| 114                                                  | Steff Cras (BEL)      | AB-2             |
| 115                                                  | Jarrad Drizners (AUS) | NP-10            |
| 116                                                  | Kamil Małecki (POL)   | 125e             |
| 117                                                  | Harry Sweeny (AUS)    | NP-10            |
| 118                                                  | Maxim Van Gils (BEL)  | NP-16            |
| Directeur sportif : Kurt Van de Wouwer, Marc Wauters |                       |                  |

| Movistar Team MOV                                          | Movistar Team MOV                | Movistar Team MOV |
| ---------------------------------------------------------- | -------------------------------- | ----------------- |
| Num                                                        | Coureur                          | Pos               |
| 121                                                        | Alejandro Valverde (ESP)         | 13e               |
| 122                                                        | Mathias Norsgaard (DEN) (chrono) | NP-10             |
| 123                                                        | Lluís Mas (ESP)                  | 133e              |
| 124                                                        | Enric Mas (ESP)                  | 2e                |
| 125                                                        | Gregor Mühlberger (AUT)          | 50e               |
| 126                                                        | Nélson Oliveira (POR)            | 37e               |
| 127                                                        | José Joaquín Rojas (ESP)         | 48e               |
| 128                                                        | Carlos Verona (ESP)              | 35e               |
| Directeur sportif : José Vicente García Acosta, Patxi Vila |                                  |                   |

| Quick-Step Alpha Vinyl QST                         | Quick-Step Alpha Vinyl QST       | Quick-Step Alpha Vinyl QST |
| -------------------------------------------------- | -------------------------------- | -------------------------- |
| Num                                                | Coureur                          | Pos                        |
| 131                                                | Julian Alaphilippe (FRA) (route) | AB-11                      |
| 132                                                | Rémi Cavagna (FRA)               | 104e                       |
| 133                                                | Dries Devenyns (BEL)             | 100e                       |
| 134                                                | Remco Evenepoel (BEL) (chrono)   | 1er                        |
| 135                                                | Fausto Masnada (ITA)             | 57e                        |
| 136                                                | Pieter Serry (BEL)               | NP-9                       |
| 137                                                | Ilan Van Wilder (BEL)            | 40e                        |
| 138                                                | Louis Vervaeke (BEL)             | 58e                        |
| Directeur sportif : Davide Bramati, Klaas Lodewyck |                                  |                            |

| Team BikeExchange-Jayco BEX                     | Team BikeExchange-Jayco BEX    | Team BikeExchange-Jayco BEX |
| ----------------------------------------------- | ------------------------------ | --------------------------- |
| Num                                             | Coureur                        | Pos                         |
| 141                                             | Simon Yates (GBR)              | NP-11                       |
| 142                                             | Lawson Craddock (USA) (chrono) | 55e                         |
| 143                                             | Luke Durbridge (AUS)           | 112e                        |
| 144                                             | Kaden Groves (AUS)             | 113e                        |
| 145                                             | Lucas Hamilton (AUS)           | 78e                         |
| 146                                             | Michael Hepburn (AUS)          | 118e                        |
| 147                                             | Kelland O'Brien (AUS)          | AB-14                       |
| 148                                             | Callum Scotson (AUS)           | NP-12                       |
| Directeur sportif : Gene Bates, Tristan Hoffman |                                |                             |

| Team DSM DSM                                             | Team DSM DSM                  | Team DSM DSM |
| -------------------------------------------------------- | ----------------------------- | ------------ |
| Num                                                      | Coureur                       | Pos          |
| 151                                                      | Thymen Arensman (NED)         | 6e           |
| 152                                                      | Nikias Arndt (GER)            | NP-8         |
| 153                                                      | Marco Brenner (GER)           | 74e          |
| 154                                                      | John Degenkolb (GER)          | 124e         |
| 155                                                      | Mark Donovan (GBR)            | NP-8         |
| 156                                                      | Jonas Iversby Hvideberg (NOR) | 110e         |
| 157                                                      | Joris Nieuwenhuis (NED)       | 106e         |
| 158                                                      | Henri Vandenabeele (BEL)      | AB-9         |
| Directeur sportif : Matthew Winston, Wilbert Broekhuizen |                               |              |

| Trek-Segafredo TFS                                     | Trek-Segafredo TFS     | Trek-Segafredo TFS |
| ------------------------------------------------------ | ---------------------- | ------------------ |
| Num                                                    | Coureur                | Pos                |
| 161                                                    | Julien Bernard (FRA)   | 88e                |
| 162                                                    | Dario Cataldo (ITA)    | 117e               |
| 163                                                    | Kenny Elissonde (FRA)  | 64e                |
| 164                                                    | Daan Hoole (NED)       | NP-5               |
| 165                                                    | Alex Kirsch (LUX)      | 119e               |
| 166                                                    | Juan Pedro López (ESP) | 97e                |
| 167                                                    | Mads Pedersen (DEN)    | 102e               |
| 168                                                    | Antonio Tiberi (ITA)   | 92e                |
| Directeur sportif : Yaroslav Popovych, Steven de Jongh |                        |                    |

| UAE Team Emirates UAD                             | UAE Team Emirates UAD      | UAE Team Emirates UAD |
| ------------------------------------------------- | -------------------------- | --------------------- |
| Num                                               | Coureur                    | Pos                   |
| 171                                               | Marc Soler (ESP)           | 27e                   |
| 172                                               | Pascal Ackermann (GER)     | 111e                  |
| 173                                               | Ivo Oliveira (POR)         | 131e                  |
| 174                                               | Juan Ayuso (ESP)           | 3e                    |
| 175                                               | João Almeida (POR) (route) | 5e                    |
| 176                                               | Brandon McNulty (USA)      | 70e                   |
| 177                                               | Sebastián Molano (COL)     | 126e                  |
| 178                                               | Jan Polanc (SLO)           | 12e                   |
| Directeur sportif : Andrej Hauptman, Manuele Mori |                            |                       |

| Alpecin-Deceuninck AFC                                  | Alpecin-Deceuninck AFC    | Alpecin-Deceuninck AFC |
| ------------------------------------------------------- | ------------------------- | ---------------------- |
| Num                                                     | Coureur                   | Pos                    |
| 181                                                     | Tim Merlier (BEL) (route) | 132e                   |
| 182                                                     | Floris De Tier (BEL)      | NP-10                  |
| 183                                                     | Jimmy Janssens (BEL)      | 107e                   |
| 184                                                     | Xandro Meurisse (BEL)     | 39e                    |
| 185                                                     | Robert Stannard (AUS)     | 81e                    |
| 186                                                     | Lionel Taminiaux (BEL)    | 127e                   |
| 187                                                     | Gianni Vermeersch (BEL)   | 82e                    |
| 188                                                     | Jay Vine (AUS)            | AB-18                  |
| Directeur sportif : Frederik Willems, Michel Cornelisse |                           |                        |

| Burgos-BH BBH                   | Burgos-BH BBH            | Burgos-BH BBH |
| ------------------------------- | ------------------------ | ------------- |
| Num                             | Coureur                  | Pos           |
| 191                             | Jetse Bol (NED)          | 89e           |
| 192                             | Óscar Cabedo (ESP)       | 22e           |
| 193                             | José Manuel Díaz (ESP)   | 43e           |
| 194                             | Jesús Ezquerra (ESP)     | 68e           |
| 195                             | Victor Langellotti (MON) | AB-8          |
| 196                             | Daniel Navarro (ESP)     | 44e           |
| 197                             | Ander Okamika (ESP)      | 96e           |
| 198                             | Manuel Peñalver (ESP)    | NP-1          |
| Directeur sportif : Rubén Pérez |                          |               |

| Equipo Kern Pharma EKP             | Equipo Kern Pharma EKP            | Equipo Kern Pharma EKP |
| ---------------------------------- | --------------------------------- | ---------------------- |
| Num                                | Coureur                           | Pos                    |
| 201                                | Roger Adrià (ESP)                 | NP-11                  |
| 202                                | Urko Berrade (ESP)                | 66e                    |
| 203                                | Héctor Carretero (ESP)            | NP-11                  |
| 204                                | Francisco Galván (ESP)            | 105e                   |
| 205                                | Raúl García Pierna (ESP) (chrono) | 47e                    |
| 206                                | Pau Miquel (ESP)                  | NP-11                  |
| 207                                | José Félix Parra (ESP)            | 26e                    |
| 208                                | Vojtěch Řepa (CZE)                | 77e                    |
| Directeur sportif : Juan José Oroz |                                   |                        |

| Euskaltel-Euskadi EUS                            | Euskaltel-Euskadi EUS       | Euskaltel-Euskadi EUS |
| ------------------------------------------------ | --------------------------- | --------------------- |
| Num                                              | Coureur                     | Pos                   |
| 211                                              | Mikel Bizkarra (ESP)        | 28e                   |
| 212                                              | Xabier Mikel Azparren (ESP) | 94e                   |
| 213                                              | Ibai Azurmendi (ESP)        | 86e                   |
| 214                                              | Joan Bou (ESP)              | 83e                   |
| 215                                              | Carlos Canal (ESP)          | 84e                   |
| 216                                              | Mikel Iturria (ESP)         | 93e                   |
| 217                                              | Gotzon Martín (ESP)         | 76e                   |
| 218                                              | Luis Ángel Maté (ESP)       | 62e                   |
| Directeur sportif : Jorge Azanza, Jesus Ezkurdia |                             |                       |

| Arkéa-Samsic ARK                                     | Arkéa-Samsic ARK         | Arkéa-Samsic ARK |
| ---------------------------------------------------- | ------------------------ | ---------------- |
| Num                                                  | Coureur                  | Pos              |
| 221                                                  | Anthony Delaplace (FRA)  | NP-8             |
| 222                                                  | Élie Gesbert (FRA)       | 42e              |
| 223                                                  | Thibault Guernalec (FRA) | AB-13            |
| 224                                                  | Simon Guglielmi (FRA)    | 60e              |
| 225                                                  | Daniel McLay (GBR)       | 120e             |
| 226                                                  | Łukasz Owsian (POL)      | 90e              |
| 227                                                  | Clément Russo (FRA)      | 116e             |
| Directeur sportif : Sébastien Hinault, Yvon Ledanois |                          |                  |